# Pippi Långstrump (film, 1997)
Pippi Långstrump  är en svensk animerad film från 1997 i regi av Clive A. Smith som bygger på berättelserna om Astrid Lindgrens barnboksfigur Pippi Långstrump. 

## Röster
| Figur                    |  | Svensk röst              |
| ------------------------ |  | ------------------------ |
| Pippi Långstrump         |  | Elin Larsson             |
| Tommy Settergren         |  | Maximilian Wallér Zandén |
| Annika Settergren        |  | Jasmine Heikura          |
| Fru Pryselius            |  | Wallis Grahn             |
| Dunder-Karlsson          |  | Peter Carlsson           |
| Blom                     |  | Pontus Gustafsson        |
| Konstapel Kling          |  | Jan Sigurd               |
| Konstapel Klang          |  | Tomas Bolme              |
| Herr Settergren          |  | Samuel Fröler            |
| Fru Settergren           |  | Marika Lindström         |
| Lärarinnan               |  | Gunilla Röör             |
| Kapten Efraim Långstrump |  | Börje Ahlstedt           |
| Fridolf                  |  | Tommy Johnson            |
| Cirkusdirektören         |  | Leif Andrée              |
| Fru Kling                |  | Pia Johansson            |
| Fru Klang                |  | Catti Edfeldt            |
| Herr Nilsson             |  | Richard Binsley          |

## Musik
Ledmotivet "Hej! Här e Pippi!" framfördes av Elin Larsson. Musiken skrevs av Anders Berglund och texten av Ture Rangström. fick text av Peter Bishop, Carl Lenox, Tim Thorney och Brent Barkman.
1. ↑  ”Pippi Långstrump (1997) - SFdb”. https://www.svenskfilmdatabas.se/sv/item/?type=film&itemid=31837. Läst 18 september 2022.
2. ↑  Hej! Här e Pippi! på Svensk mediedatabas webbplats. Läst den 8 november 2010.
3. ↑  Soundtracks for Pippi Långstrump på IMDb. Läst den 8 november 2010.